# 오마에자키촌
오마에자키촌(일본어: 御前崎村 오마에자키무라[*])은 일본 시즈오카현, 중부 하이바라군에 속해 있던 촌이다. 
후신 행정구역인 오마에자키정과 오마에자키시 둘 다 신설 합병으로 창설한 행정구역으로 오마에자키촌과는 다르다.

## 역사
- 1889년 4월 1일 - 정촌제 시행에 의해 하이바라군 오마에자키촌이 성립하였다.
- 1955년 3월 31일 - 시로와촌과 합병해 오마에자키정이 성립하여, 동일 오마에자키촌은 폐지되었다.

## 교통

### 항구
- 오마에자키항

## 참고 문헌
- 角川日本地名大辞典 22 静岡県

[[분류:1955년 폐지]